# 坂下辰夫
坂下 辰夫（さかした たつお）は日本の高校教師。担当は地理歴史科。埼玉県ラグビーフットボール協会理事長。埼玉県のラグビー普及に貢献している。

## 来歴
埼玉県立浦和高等学校から、東京教育大学（現・筑波大学）へ進学。監督として、埼玉県立浦和高等学校、埼玉県立桶川西高等学校、埼玉県立川越高等学校、城北埼玉高校でラグビーを指導。

## ラグビーとの関わり
高校時代にラグビーを始め、大学時代も選手として活躍した。「来歴」にあるように各校で監督を務める。
埼玉県ラグビーフットボール協会の理事長としては、東日本大震災復興支援チャリティマッチ(神戸製鋼コベルコスティーラーズ対埼玉県トップリーグ選抜　2011年6月5日)開催実現の中心的な存在を担い、選手の招集に奔走した。その結果、サントリーサンゴリアス所属の元申騎をキャプテンとする埼玉県トップリーグ選抜が実現し、大畑大介らがチャリティイベントに参加した。また、2019年ラグビーワールドカップ熊谷招致に尽力し、8万人越えの署名を集めることに成功した。
この、ラグビーワールドカップ熊谷招致の実現のために、各方面で発言を行っている。主に「世界を代表する大会ですから競技人口の増加や、ラグビーファン・観客の増加、地域活性化の一助になるのではないかと期待しています。」「『Ｏｎｅ　ｆｏｒ　ａｌｌ．　Ａｌｌ　ｆｏｒ　ｏｎｅ．（一人は皆のため、皆は一人のため）』のラグビー精神を全県に広げる」などの発言がある。

## エピソード
- 高校時代、ゴダイゴのタケカワユキヒデと同級生であり、そそのかしてラグビー部に入部させたことがあった[6]。
- 浦和高校ラグビー部を54年ぶりの全国大会出場に導いた小林剛は、浦和高校時代の教え子である。全国大会出場を決めた2013年の春には「お前のラグビーの原点は何なんだ。おれはそんなラグビーを教えてないぞ」と小林監督にフォワード主体のラグビーからの転換を訴えたこともあった[7]。